# Keri Hulme
Keri Ann Ruhi Hulme (9 de marzo de 1947-27 de diciembre de 2021) fue una novelista, poeta y cuentista de Nueva Zelanda. También escribió bajo el seudónimo de Kai Tainui. Su novela El mar alrededor ganó el premio Booker en 1985, fue la primera neozelandesa en ganarlo, y también la primera escritora en hacerlo por su novela debut. La obra de Hulme explora temas como el aislamiento, identidad poscolonial y multicultural, así como mitología maorí, celta y nórdica.

## Primeros años de vida
Hulme nació el 9 de marzo de 1947 en el Hospital Burwood, Christchurch, Nueva Zelanda. Hija de John William Hulme, carpintero, y Mary Ann Miller, gerente de crédito, era la mayor de seis hijos. Su padre era un neozelandés de primera generación cuyos padres eran de Lancashire, Inglaterra, y su madre procedía de Oamaru, de ascendencia escocesa de Orkney y maorí ( Kāi Tahu y Kāti Māmoe ). "Nuestra familia proviene de personas diversas: Kāi Tahu, Kāti Māmoe (iwi maorí de la Isla Sur), isleños de Orkney, gente de Lancashire, inmigrantes feroeses y/o noruegos ", afirmó Hulme.
Hulme creció en Christchurch en 160 Leaver Terrace, New Brighton, donde asistió a la escuela primaria North New Brighton y a la escuela secundaria Aranui. Se describió a sí misma como una "niña muy definida y decidida que inherentemente odia[ba] autoridades asumidas". En 1958, cuando tenía 11 años, murió su padre. Hulme se recordó interesada en escribir desde muy joven. Reescribió las historias de Enid Blyton de la forma en que pensó que deberían haber sido escritas, escribió poesía desde los 12 años y compuso cuentos, su madre convirtió el porche delantero lateral en un estudio para ella después de la muerte de su padre. Algunos de sus poemas y cuentos fueron publicados en la revista del Instituto Aranui. La familia pasó sus vacaciones con la familia de su madre en Moeraki, en la costa este de Otago, y Hulme identificó a Moeraki como su turangawaewae-ngakau , "el lugar de pie de mi corazón".
Después de la secundaria, Hulme trabajó como recolectora de tabaco en Motueka. Comenzó a estudiar para obtener una licenciatura en derecho con honores en la Universidad de Canterbury en 1967, pero se fue después de cuatro períodos, sintiéndose "extraña/fuera de lugar", y volvió a recolectar tabaco, aunque continuó escribiendo.

## Carrera profesional

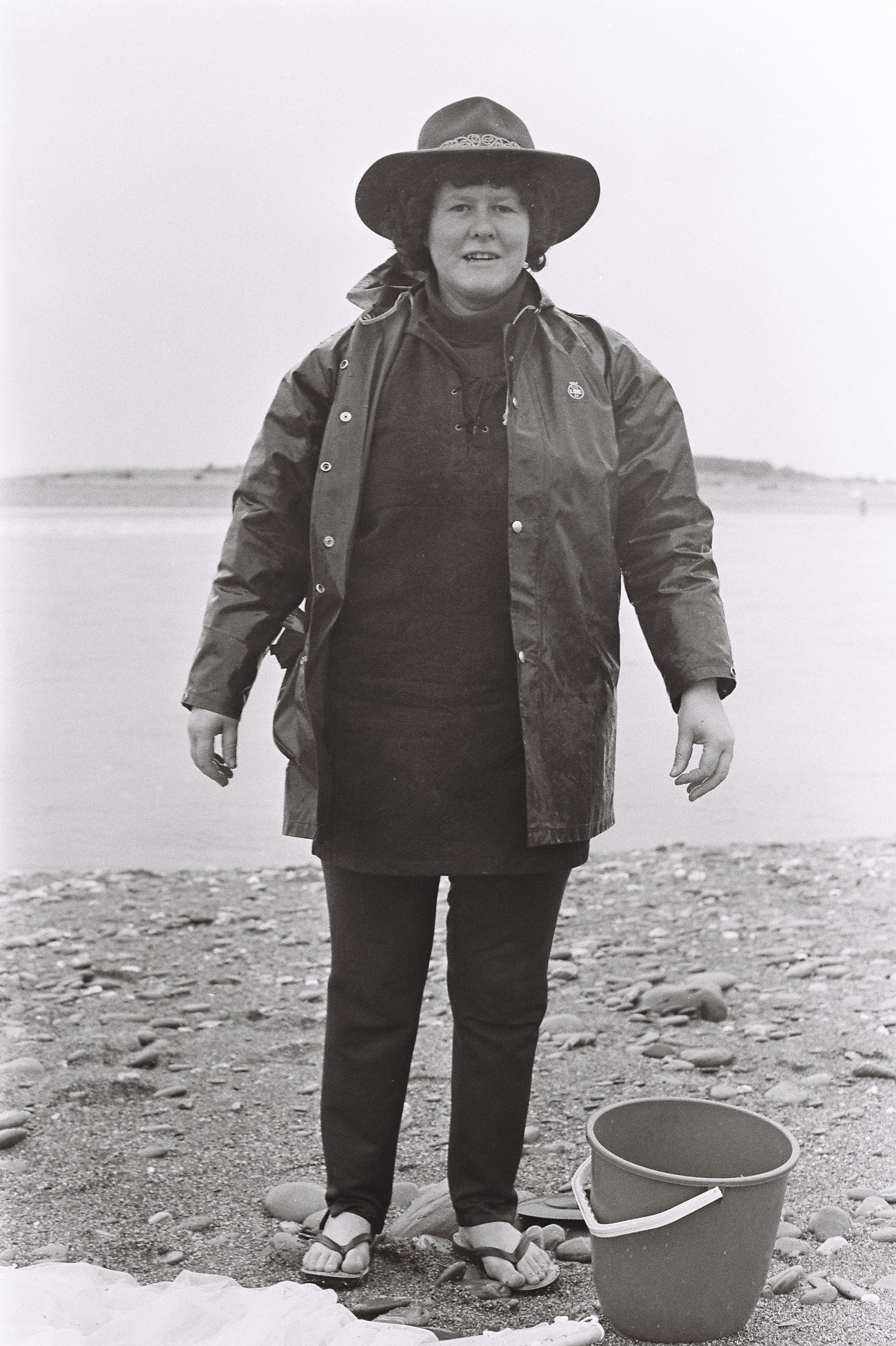
Hulme con una captura de morralla en 1983

Hulme había acumulado una gran cantidad de notas y dibujos hasta 1972 y decidió comenzar a escribir a tiempo completo, pero, a pesar del apoyo económico de su familia, volvió a trabajar nueve meses después. Trabajó en una variedad de actividades, en el comercio minorista, como cocinera de pescado y papas fritas, enrolladora en una fábrica de lana y como repartidora de correo en Greymouth, en la costa oeste de la Isla Sur. También fue asistente de farmacia en Grey Hospital, correctora de pruebas y periodista en Grey Evening Star, y asistente de dirección de televisión en los programas Country Calendar, Dig This y Play School. Continuó escribiendo y publicó su trabajo en diarios y revistas, algunos aparecieron bajo el seudónimo de Kai Tainui.
Hulme recibió subvenciones del Fondo Literario en 1973, 1977 y 1979, y en 1979 fue invitada en el East-West Center en Hawái como poeta visitante. Hulme obtuvo la beca Robert Burns en 1977 y se convirtió en escritora residente en la Universidad de Otago en 1978. Durante este tiempo, continuó trabajando en su novela, El mar alrededor.
Hulme envió el manuscrito de El mar alrededor a varios editores durante un período de 12 años, hasta que fue aceptado para su publicación por el Spiral Collective, un colectivo artístico y literario feminista de Nueva Zelanda. El libro fue publicado en febrero de 1984 y ganó el Premio del Libro de Ficción de Nueva Zelanda de 1984 y el Premio Booker en 1985. Hulme fue la primera neozelandesa en ganar el Premio Booker y también la primera escritora en ganar el premio por su primera novela. La y, como Hulme no pudo asistir, pidió a tres mujeres de Spiral, Irihapeti Ramsden, Marian Evans y Miriama Evans, que aceptaran el premio en su nombre. Ramsden y Miriama Evans subieron al podio vestidas con korowai maorí, del brazo de Marian Evans en esmoquin, y cantaron una karanga maorí mientras avanzaban.
En 1985, Hulme fue escritora residente en la Universidad de Canterbury y en 1990 recibió la Beca 1990 en Letras del Comité de Literatura del Consejo de las Artes de la Reina Isabel durante dos años. También en 1990, recibió la Medalla Conmemorativa de Nueva Zelanda 1990. En 1996 se convirtió en patrona de la República de Nueva Zelanda. También sirvió en el Comité Asesor del Fondo Literario (1985-1989) y en el Tribunal de publicaciones indecentes de Nueva Zelanda (1985-1990).
Hulme comenzó a trabajar alrededor de 1986, en una segunda novela, BAIT, sobre la pesca y la muerte. También trabajó en una tercera novela, On the Shadow Side; Hulme se refirió a estas dos obras como "novelas hermanadas".
Los temas comunes en la escritura de Hulme son la identidad y el aislamiento. La inspiración para sus personajes e historias también le llegaba a menudo en sueños; soñó por primera vez con un chico mudo de pelo largo cuando tenía 18 años y escribió un cuento corto sobre él llamado Simon Peter's Shell. El niño siguió apareciendo en sus sueños y finalmente se convirtió en el personaje principal de El mar alrededor..

## Detalles biográficos
En 1973, Hulme ganó una boleta de tierra y se convirtió en propietaria de una parcela en el remoto asentamiento costero de Ōkārito en el sur de Westland, en la Isla Sur de Nueva Zelanda. Construyó una casa octogonal y pasó la mayor parte de su vida adulta (casi 40 años) allí. Se opuso abiertamente a los planes para desarrollar el asentamiento con viviendas adicionales o instalaciones turísticas y creía que merecía una protección especial del gobierno. A fines de 2011, Hulme anunció que abandonaría el área debido a que las tasas locales (impuestos a la propiedad) significaban que ya no podía permitirse vivir allí. Se identificó como atea, aromántica y asexual.
El nombre de pila de Hulme se registró al nacer como Kerry, aunque su familia usó el nombre Keri, que cambió oficialmente en 2001.
Murió de demencia en un hogar de ancianos en Waimate el 27 de diciembre de 2021, a la edad de 74 años.

## Obras

### Novelas
- El mar alrededor (Spiral Press, 1984)[24]
- BAIT y On the Shadow Side (sin terminar)[10]

### Poesía
- The silences between (Moeraki Conversations) (Auckland University Press, 1982)[25]
- Lost Possessions (Victoria University Press, 1985)[26]
- Strands (Auckland University Press, 1993)[27]

### Otros trabajos
- Te Kaihau: The Windeater (Victoria University Press, 1986), colección de cuentos[28]
- Te Whenua, Te Iwi/The Land and The People coeditado con Jock Philips (Allen & Unwin/Port Nicholson Press, 1987), incluye la pieza autobiográfica de Hulme "Okatiro and Moeraki"[29]
- Homeplaces: Three Coasts of the South Island of New Zealand (Hodder & Stoughton, 1989), autobiografía[30]
- Hokitika Handmade (Hokitika Craft Gallery Co-operative, 1999), descripción e historia de la cooperativa y sus miembros[31]
- Ahua - the story of Moki (2000), libreto de una ópera basada en la historia del antepasado Ngāi Tahu Moki, encargada por el Christchurch City Choir[32]
- Stonefish (Huia Publishers, 2004), colección de cuentos y poemas[33]

### Adaptación cinematográfica
En 1983, el cuento de Hulme "Hooks and Feelers" fue adaptado como un cortometraje del mismo nombre protagonizado por Bridgette Allen.

## Premios
| Año  | Premio                                   | Obra              | Notas               |
| ---- | ---------------------------------------- | ----------------- | ------------------- |
| 1975 | Premio en memoria de Katherine Mansfield | Hooks and Feelers | [ 2 ]               |
| 1977 | Premio del Fondo Fiduciario Maorí        |                   | [ 2 ]               |
| 1984 | Libro del año de Nueva Zelanda (ficción) | El mar alrededor  | [ 36 ]              |
| 1984 | Premio Mobil Pegasus de literatura maorí | El mar alrededor  | [ 2 ]               |
| 1985 | Premio booker                            | El mar alrededor  | [ 1 ] [ 22 ]        |
| 1987 | Premio Chianti Ruffino-Antico Fattore    | El mar alrededor  | [ 2 ] [ 22 ] [ 37 ] |